# Edmund Wingate
Edmund Wingate   (Flamborough, 1596 - Gray's Inn Road, 1656) va ser un jurista, advocat i matemàtic anglès.

## Vida i obra
Wingate va néixer a Flamborough, Yorkshire el 1596. El 1610 es va matricular al Queen's College de la universitat d'Oxford, en el qual es va graduar el 1614 i, a continuació, va ser admès en el Gray's Inn un dels col·legis d'advocats més prestigiós de la city de Londres.
Entorn de 1624 va estar a París, on va ensenyar el regle de càlcul (escala logarítmica), inventat recentment per Edmund Gunter. També la va difondre en obres publicades amb posterioritat a Anglaterra.
Durant la Guerra Civil anglesa (1642-1651), va fer costat als parlamentaristes i es va fer íntim amic d'Oliver Cromwell. Va representar Bedfordshire al parlament de 1654-1655. Va morir a Gray's Inn Lane i va ser enterrat a St. Andrew's, Holborn, el 13 de desembre de 1656.
En matemàtiques, a més de les esmentades obres sobre el regle de càlcul, el 1628 va publicar un obra d'aritmètica que el 1650 va ser revisada i ampliada per John Kersey i que, publicada amb el títol de Arithmetique made easie, va tenir un notable èxit a va arribar a ser editada fins a deu vegades abans d'acabar el segle.
A partir dels anys 1640's la majoria de les seves obres publicades van ser de jurisprudència: Statuta Pacis (1641), Justice Revived (1644), The Body of the Common Law of England (1655), Maximes of Reason (1658) i d'altres.